# John W. Huffman
John William Huffman (21 luglio 1932 – 14 maggio 2022) è stato un chimico statunitense, docente di chimica organica e ricercatore presso la Clemson University famoso per la sintesi e la ricerca su metaboliti ed analoghi del Delta-9-tetraidrocannabinolo, come la famiglia di cannabinoidi sintetici conosciuta come JWH, l'acronimo deriva infatti dalle iniziali del suo nome.

## Cannabinoidi della famiglia JWH sintetizzati
- JWH-018
- JWH-073
- JWH-122
- JWH-250

## Opere
- (EN)  Huffman, J. W.; Bushell,, S. M.; Joshi, S. N.; Wiley, J. L.; Martin. B. R. Enantioselective Synthesis of 1-methoxy- and 1-deoxy-2¢-methyl-?8-tetrahydrocannabinols. New selective ligands for the CB2 receptor. Bioorg. Med. Chem. 2006, 14, 247-262.
- (EN)  Marriott, K. C.; Huffman, J. W.; Wiley, J. L.; Martin, B. R. Synthesis and pharmacology of 11-nor-1-methoxy-9-hydroxyhexahydrocannabinols and 11-nor-1-deoxy-9-hydroxyhexahydrocannabinols: new selective ligands for the cannabinoid CB2 receptor. Bioorg. Med. Chem.. 2006, 14, 2386-2397.
- (EN)  Huffman, J. W.; Padgett, L. W.; Isherwood, M. L.; Wiley, J. L.; Martin, B. R. 1-Alkyl-2-aryl-4-(1-naphthoyl)pyrroles; new high affinity ligands for the cannabinoid CB1 and CB2 receptors. Bioorg. Med. Chem. Lett. 2006, 16, 5432-5435..
- (EN)  Huffman, J. W.; Szklennik, P. V.; Almond, A.; Bushell, K.; Selley, D. E.; He, H.; Cassidy, M. P.; Wiley, J. L.; Martin, B. R. 1-Pentyl-3-phenylacetylindoles, a new class of cannabimimetic indoles. Bioorg. Med. Chem. Lett. 2005, 15, 4110-4113.
- (EN)  Huffman, J. W.; Padgett, L. W. Recent developments in the medicinal chemistry of cannabimimetic indoles, pyrroles and indenes. Curr. Med. Chem. 2005, 12, 1395-1411.
- (EN)  Thompson, A. L. S.; Kabalka, G. W.; Akula, M. R.; Huffman, J. W. The conversion of phenols to the corresponding aryl halides under mild conditions. Synthesis, 2005, 547-550.
- (EN)  Huffman, J. W.; Zengin, G.;Wu, M.-J.; Lu, J.; Hynd, G.; Bushell, K.; Thompson, A. L. S.; Bushell, S.; Tartal, C.; Hurst, D. P.; Reggio, P. H.; Selley, D. E.; Cassidy, M. P.; Wiley, J. L.; Martin, B. R. Structure–activity relationships for 1-alkyl-3-(1-naphthoyl)indoles at the cannabinoid CB1 and CB2 receptors: steric and electronic effects of naphthoyl substituents. New highly selective CB2 receptor agonists. Bioorg. Med. Chem. 2005, 13, 89-112.
- (EN)  Knight, L. W.; Huffman, J. W.; Isherwood, M. L. 2-Bromo-N-(p-toluenesulfonyl)pyrrole: A Robust Derivative of 2-Bromopyrrole, Synlett 2003, 1993-1996.
- (EN)  Blázquez, C; Casanova, M. L.; Planas, A.; Gómez del Pulgar, T.; Villanueva, C.; Fernández-Aceñero, M. J.; Aragonés, J.; Huffman, J. W.; Jorcano, J. L.; Guzmán, M. Inhibition of tumor angiogenesis by cannabinoids. FASEB J. 2003, 17, 529-531.
- (EN)  Casanova, M. L.; Blazquez, C.; Martinez-Palacio, J.; Villanueva, C.; Fernandez-Acenero, M. J.; Huffman, J. W.; Jorcano, J. L.; Guzman, M. Inhibition of skin tumor growth and angiogenisis in vivo by activation of cannabinoid receptors. J. Clin. Invest. 2003, 111, 43-50.
- (EN)  Huffman, J. W.; Miller, J. R. A.; Liddle, J.; Yu, S.; Thomas, B. F.; Wiley, J. L.; Martin, B. R. Structure-activity relationships for 1',1'-dimethylalkyl-?8-tetrahydrocannabinols. Bioorg. Med. Chem. 2003, 11. 1397-1410
- (EN)  Huffman, J. W.; Mabon, R.; Wu, M.-J.; Lu, J.; Hart, R.; Hurst, D. P.; Reggio, P. H.; Wiley, J. L.; Martin, B. R. 3-Indolyl-1-naphthylmethanes: new cannabimimetic indoles provide evidence for aromatic stacking interactions with the CB1 cannabinoid receptor, Bioorg. Med. Chem. 2003, 11, 539-549.
- (EN)  Huffman, J. W.; Bushell, S. M.; Miller, J. R. A.; Wiley, J. L.; Martin, B. R. 1-Methoxy-, 1-Deoxy-11-hydroxy- and 11-hydroxy-1-methoxy-?8-tetrahydrocannabinols: new selective ligands for the CB2 receptor. Bioorg. Med. Chem. 2002, 10, 4119-4129.
- (EN)  Sanchez, C., M.L. de Ceballos, T.G. del Pulgar, D. Rueda, C. Corbacho, G. Velasco, I. Galve-Roperh, J.W. Huffman, S.R.Y. Cajal, and M. Guzman, Inhibition of glioma growth in vivo by selective activation of the CB2 cannabinoid receptor. Cancer Research, 2001. 61(15): p. 5784-5789.
- (EN)  Liddle, J. and J.W. Huffman, Enantioselective synthesis of 11-hydroxy-(1 ' S,2 ' R)- dimethylheptyl-Delta(8)-THC, a very potent CB1 agonist. Tetrahedron, 2001. 57(36): p. 7607-7612.
- (EN)  Huffman, J.W., J.Z. Lu, G. Hynd, J.L. Wiley, and B.R. Martin, A pyridone analogue of traditional cannabinoids. A new class of selective ligands for the CB2 receptor. Bioorganic & Medicinal Chemistry, 2001. 9(11): p. 2863-2870.
- (EN)  Huffman, J.W., J.Z. Lu, D. Dai, A. Kitaygorodskiy, J.L. Wiley, and B.R. Martin, Synthesis and pharmacology of a hybrid cannabinoid. Bioorganic & Medicinal Chemistry, 2000. 8(2): p. 439-447.
- (EN)  Huffman, J.W., The search for selective ligands for the CB2 receptor. Current Pharmaceutical Design, 2000. 6(13): p. 1323-1337.
- (EN)  Baker, D., G. Pryce, J.L. Croxford, P. Brown, R.G. Pertwee, J.W. Huffman, and L. Layward, Cannabinoids control spasticity and tremor in a multiple sclerosis model. Nature, 2000. 404(6773): p. 84-87.
- (EN)  Aung, M.M., G. Griffin, J.W. Huffman, M.J. Wu, C. Keel, B. Yang, V.M. Showalter, M.E. Abood, and B.R. Martin, Influence of the N-1 alkyl chain length of cannabimimetic indoles upon CB1 and CB2 receptor binding. Drug and Alcohol Dependence, 2000. 60(2): p. 133-140.
- (EN)  Martin, B.R., R. Jefferson, R. Winckler, J.L. Wiley, J.W. Huffman, P.J. Crocker, B. Saha, and R.K. Razdan, Manipulation of the tetrahydrocannabinol side chain delineates agonists, partial agonists, and antagonists. Journal of Pharmacology and Experimental Therapeutics, 1999. 290(3): p. 1065-1079.
- (EN)  Huffman, J.W., J. Liddle, S. Yu, M.M. Aung, M.E. Abood, J.L. Wiley, and B.R. Martin, 3-(1 ',1 '-dimethylbutyl)-1-deoxy-Delta(8)-THC and related compounds: Synthesis of selective ligands for the CB2 receptor. Bioorganic & Medicinal Chemistry, 1999. 7(12): p. 2905-2914.
- (EN)  Chin, C.N., J.W. Murphy, J.W. Huffman, and D.A. Kendall, The third transmembrane helix of the cannabinoid receptor plays a role in the selectivity of aminoalkylindoles for CB2, peripheral cannabinoid receptor. Journal of Pharmacology and Experimental Therapeutics, 1999. 291(2): p. 837-844.